# ホンダ・シャトル
シャトル（SHUTTLE）は、本田技研工業が生産・販売していた5ナンバーサイズのステーションワゴンである。

## 概要
「趣味やレジャーを愉しむユーザーに合った独自の価値を最大限に反映させた車種」として開発された5ナンバーサイズのステーションワゴンである。フィットシャトルの後継車種で、フィットとは異なる価値観を与えるために、フィットの名を外している。
ベースのフィットと比較して、フロントマスクやインストゥルメントパネルなどに独自のデザインを施し差別化。ドアパネルとフロントフェンダーは3代目フィット用を流用している。
2019年まではフィットやグレイスと同じく、本田技研工業埼玉製作所・寄居工場で生産されたが、2019年の改良モデルより同・鈴鹿製作所に移管されている。

## メカニズム
ハイブリッドシステムは2代目フィットハイブリッドやヴェゼルハイブリッドにも採用されているEV発進が可能な1モーターシステム「SPORT HYBRID i-DCD」を採用。燃費はJC08モード燃費で34.0km/L、ガソリン車は同21.8Km/Lをマーク。
ラゲッジルームも拡大され、5名乗車時で570L、後席を倒した状態で1,141L、最大荷室長は1.840mmを誇る。
5ナンバーハイブリッドタイプのステーションワゴンでは初の4WD車も設定されており、軽量・コンパクト設計のビスカスカップリング式4WDシステムを採用。
パーキングブレーキは室内空間を有効に活用すべく、フィットやグレイスのサイドレバー式から、左足ひとつで作動/解除できるフットリリース式に変更されている。
燃料タンクの容量は基本的に40Lだが、「HYBRID」のFF車のみ上述のJC08モードでの燃費を実現すべく、32Lに変更されている。

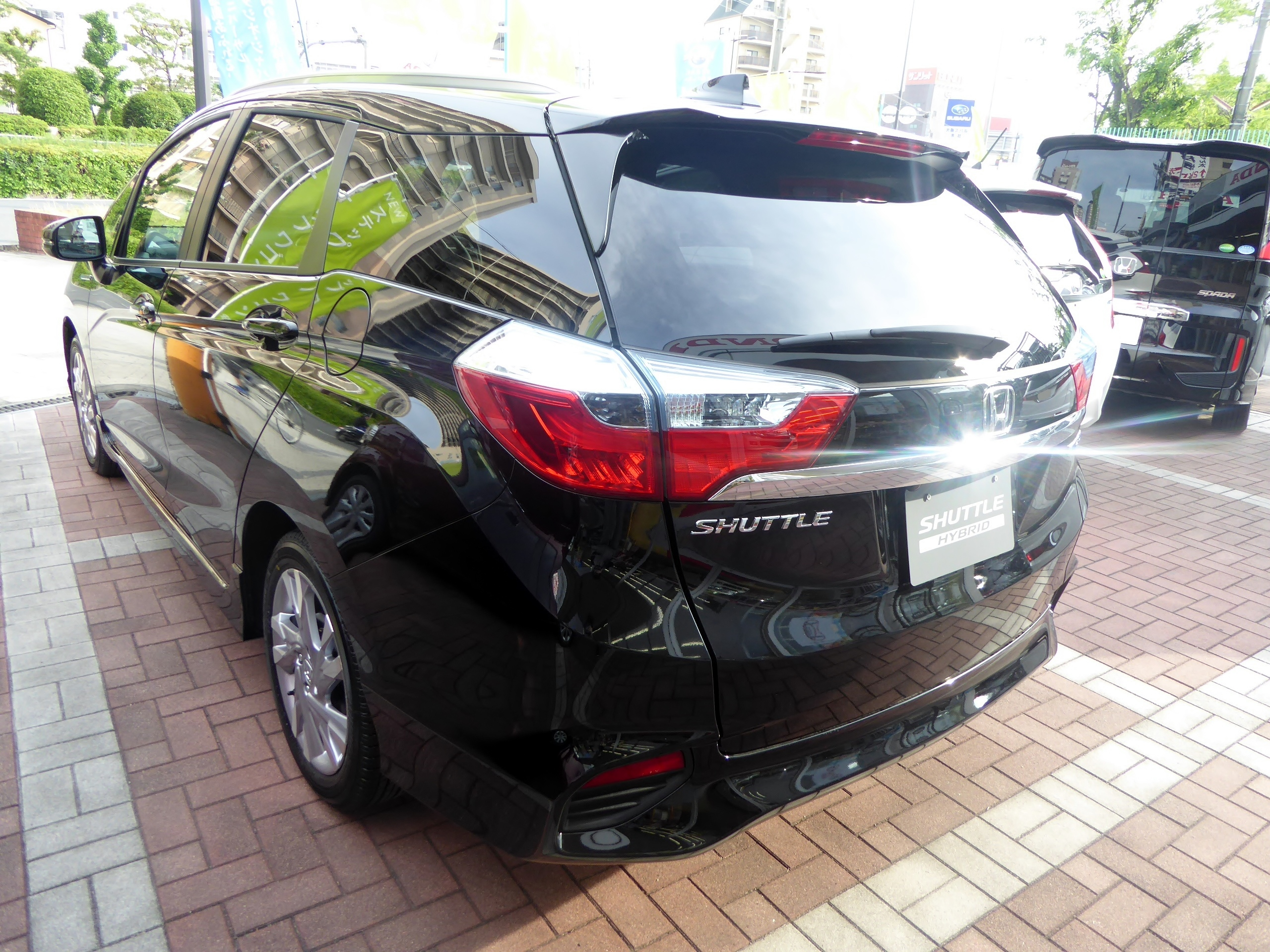
2015年5月発売型 HYBRID Z リア

## 年表
2015年4月17日
新型コンパクトワゴン「SHUTTLE（シャトル）」に関する情報を、Hondaホームページ上で先行公開。発売日は5月15日と公表。
2015年5月15日
「シャトル」を発売。キャッチコピーは「では、美しい人生を。」。
グレードはハイブリッドがベースモデルの「HYBRID」、「HYBRID」にLEDヘッドライトやクルーズコントロール、パドルシフト、「プライムスムース」と呼ばれるコンビシート（「ブラック」と「アイボリー」から選択可）、振幅感応式ダンパー、あんしんパッケージ（シティブレーキアクティブシステム、前席用i-サイドエアバッグシステム＋サイドカーテンエアバッグシステムの計3点）などを追加した「HYBRID X」、「HYBRID X」にルーフレールや16インチアルミホイール、左右独立温度調整式フルオートエアコンなどを追加し、2種のインテリアカラー（「ブルーブラック」と「リゾーターブラウン」から選択可）を用意した「HYBRID Z」の3種で、ガソリンが「HYBRID」からHondaスマートキーシステムなどを省いた「G」の1種となり、全タイプにFFと4WDが設定される。
ボディカラーは8色を設定。「G」および「HYBRID」は「ホワイトオーキッド・パール（有料色）」、「アラバスターシルバー・メタリック」、「ティンテッドシルバー・メタリック（有料色）」、「クリスタルブラック・パール」、「ミラノレッド」の5色を設定。また、「HYBRID X」と「HYBRID Z」には前述の5色に「ゴールドブラウン・メタリック（有料色）」、「ミスティックガーネット・パール（有料色）」（新色）、「ミッドナイトブルービーム・メタリック（有料色）」（新色）を加えた8色から選択可能とした。
2015年12月17日
特別仕様車「STYLE EDITION」を設定。（12月18日発売）
「HYBRID X」・「HYBRID Z」をベースに、共通でステンレス製スポーツペダルとETC車載器（音声タイプ）を特別装備したほか、「HYBRID X」にはフォグライトを、「HYBRID Z」にはスムースレザーの本革巻ステアリングホイールとトノカバーもそれぞれ特別装備した。なお、ボディカラーはベース車に設定されている「ゴールドブラウン・メタリック（有料色）」が未設定となる。
同時に既存タイプの仕様変更を実施。「HYBRID X」・「HYBRID Z」専用色だった「ミッドナイトブルービーム・メタリック（有料色）」が「HYBRID」及び「G」にも拡大設定となった。
2016年8月4日
一部改良。（8月5日発売）
全タイプにおいて、インテリアライト（フロントマップランプ、ルームランプ、ラゲッジルームランプ）をLED化。また、「HYBRID X」と「HYBRID Z」は2015年12月に発売された特別仕様車「STYLE EDITION」の特別装備品をすべて標準装備化した。
ボディカラーの設定を変更。「アラバスターシルバー・メタリック」に替わり「ルナシルバー・メタリック」、「ミラノレッド」に替わり「プレミアムクリスタルレッド・メタリック（有料色）」を新設定。また、「ティンテッドシルバー・メタリック（有料色）」と「HYBRID X」・「HYBRID Z」専用色の「ゴールドブラウン・メタリック（有料色）」を廃止し、新たに「ルーセブラック・メタリック（有料色）」を追加し、全7色（「G」と「HYBRID」は全6色）となった。
2017年9月14日
一部改良。（9月15日発売）
安全運転支援システム「Honda SENSING」を全タイプに標準装備。これに伴って、タイプ名称を「G・Honda SENSING」、「HYBRID・Honda SENSING」、「HYBRID X・Honda SENSING」、「HYBRID Z・Honda SENSING」にそれぞれ変更した（「Honda SENSING」を装備しない設定も可能）。
パワートレインは「SPORT HYBRID i-DCD」やガソリンエンジンのチューニングを実施したことで燃費性能が向上した。
その他、ドリンクホルダーは底板の開閉で深さを2段階に調節可能な機能が追加されたほか、フォグライトをLED化し、一部タイプにメーカーオプションされているナビゲーションには「CarPlay」及び「Android Auto」に対応した。
2018年8月
仕様変更。
ボディカラーの設定を変更。「ホワイトオーキッド・パール（有料色）」、「ルーセブラック・メタリック（有料色）」、「ミスティックガーネット・パール（有料色）」に替わり、「プラチナホワイト・パール（有料色）」、「シャイニンググレー・メタリック」、「プレミアムベルベットパープル・パール（有料色）」の3色を追加設定した。
2019年5月10日
マイナーモデルチェンジを発表・発売された。キャッチコピーは「たいせつを知る人の。」で、CMソングにはSurvive Said The Prophetの「Right and Left」が起用された。
外観は前後バンパーやLEDフォグライトの形状を変更するとともに、リアデザインを刷新。また、「HYBRID X・Honda SENSING」と「HYBRID Z・Honda SENSING」にはクロームメッキパーツが配された。
内装は「HYBRID・Z Honda SENSING」においてインテリアの加飾にピアノブラックが採用され、本革シートを設定。全タイプでシートデザインを刷新するとともに、「HYBRID・X Honda SENSING」と「HYBRID・Z Honda SENSING」にはリアセンターアームレストにカップホルダーに追加された。
装備面では、既搭載の「Honda SENSING」にオートハイビームが追加された。
なお、今回のマイナーモデルチェンジで燃料消費率と排出ガスがWLTCモード走行に対応したことで、全タイプ「平成30年排出ガス基準75%低減レベル（☆☆☆☆☆）」認定が新たに取得された。これまで設定のあった「Honda SENSING」のレスオプション設定が消滅した。
2022年8月末
生産終了。以後、流通在庫分のみの販売となり、在庫がなくなり次第販売終了となる。
2022年11月10日
流通在庫分の新車登録を全て完了。同時に公式ホームページへの掲載終了。これによりホンダのラインナップからステーションワゴンが消滅し、間接的な代替は既存の4代目フィット、およびフリード+（初代フリードの派生となるフリードスパイクの後継）、または2代目N-BOX（軽ハイトワゴン）でそれぞれ吸収する形となる。

## 車名の由来
前身のフィットシャトル同様、「人と荷物を安全に、そして先進の技術で運ぶ」というイメージをスペースシャトルになぞらえてネーミングしている。
また、今回は「SHUTTLE＝コンパクトステーションワゴン」というホンダ流の表現を顧客にわかりやすく伝えたいという意図もある。